# Упоровка (Кемеровская область)
Упо́ровка — деревня в Кемеровском районе Кемеровской области. Входит в состав Елыкаевского сельского поселения.

## География
Деревня расположена в 50—55 км от города Кемерово. Добраться до деревни можно на автобусе № 166/167, который отправляется с привокзальной площади города Кемерово. Ближние деревни: Воскресенка, Старочервово, Ляпки. Центральная часть населённого пункта расположена на высоте 156 метров над уровнем моря.

## Население
По данным Всероссийской переписи населения 2010 года, в деревне Упоровка проживает 189 человек (83 мужчины, 106 женщин).